# John Kirkby (Fußballspieler)
John Kirkby (* 29. November 1929 in Chicago; † 4. April 1953 in Wrexham) war ein schottischer Fußballspieler.

## Karriere
Kirkby wurde in Chicago geboren, zog mit seiner Familie aber im Kindesalter nach Schottland. Dort machte er bei King Street im Juvenile Football (einer Spielstufe im schottischen Fußball, in der das Höchstalter der Spieler je nach Regelung zwischen 21 und 27 Jahren lag) von Aberdeen auf sich aufmerksam und wurde auf Empfehlung von Jock Kirton 17-jährig Ende 1946 vom nordenglischen Erstligisten Stoke City zum Probetraining eingeladen. Im Dezember 1946 unterzeichnete er einen Profivertrag und wurde damit der erste Jugendliche nach dem Zweiten Weltkrieg, der von außerhalb von North Staffordshire stammte und einen Profivertrag bei Stoke erhielt. Kirkby etablierte sich in den folgenden Jahren in Stokes Reserveteam in der Central League, seinen einzigen Pflichtspielauftritt in der ersten Mannschaft hatte er im April 1949, als er für ein Erstliga-Auswärtsspiel beim FC Middlesbrough (Endstand 1:1) den etatmäßigen Linksverteidiger John McCue vertrat.
Anfang August 1951 wurde „Jock“ Kirkbys Wechsel zum in der Football League Third Division North spielenden walisischen Klub AFC Wrexham vermeldet, die Ablöse soll bei 500 £ gelegen haben. Unter Trainer Peter Jackson gehörte Kirkby zum Saisonauftakt für das Derby gegen den FC Chester (Endstand 1:2) zum Stammpersonal, verletzte sich aber bereits im August 1951 schwer am Fuß und kehrte nach einem Krankenhausaufenthalt erst im Januar 1952 ins Training zurück. Weitere Pflichtspieleinsätze in der Verteidigung schlossen sich erst zum Auftakt der Saison 1952/53 an, als er seinen Platz im Team nach drei Auftritten an Albert Parker verlor.
Kirkby brach während eines Spiels für das Reserveteam in der Cheshire County League gegen Crewe Alexandra Res. am 4. April 1953 in der 65. Minute ohne Einwirkung eines Gegenspielers zusammen, bei Ankunft im Krankenhaus wurde er für tot erklärt. Der Gerichtsmediziner stellte eine „natürliche Ursache“ fest. Seine Witwe erhielt von der Players’ Union eine Unterstützungszahlung von 100 £, in der Presse wurde in der Folge die Untätigkeit der Football Association und der Football League kritisiert.